# Фавали (Козенца)
Фавали је насеље у Италији у округу Козенца, региону Калабрија.
Према процени из 2011. у насељу је живело 51 становника. Насеље се налази на надморској висини од 1215 м.